# Bihar vármegye
Bihar vármegye (románul: Comitatul Bihor, németül: Komitat Bihar; latinul: Comitatus Bihariensis) Magyarország közigazgatási egysége volt 1950-ig.  A vármegye trianoni békeszerződés előtti területének keleti 3/4 része ma Románia, míg nyugati 1/4 része Magyarország része.  Székhelye Nagyvárad volt, egy időben Belényes de jelentős város volt Berettyóújfalu is.

## Nevének eredete
A népnyelv gyakran Biharországnak nevezte a területet. A Bihar név szláv eredetű, a Nagyváradtól északra fekvő, eredetileg még a szlávok által emelt földvár neve volt. Hasonló helységnevek előfordulnak Crna Gorában és Csehországban is.

## Földrajz
Bihar vármegye volt Magyarország harmadik legnagyobb területű vármegyéje.
A vármegye délkeleti részét az Erdélyi-szigethegység, míg északnyugati részét az Alföld foglalta el.
Fontosabb folyóvizei a Körösök és a Berettyó. Mérete alapján Biharországnak is szokták nevezni.
Északról Hajdú, Szabolcs és Szatmár vármegyék, keletről Szilágy, Kolozs és Torda-Aranyos vármegyék, délről Arad, nyugatról pedig Békés, Jász-Nagykun-Szolnok vármegyék határolták.
Az egykori vármegye délkeleti részén van a Nagy-Bihar csúcs (1849 m), mely a Bihari-hegység legmagasabb pontja.
A körülbelül 3000 éves Szkerisórai-jégbarlang Románia legnagyobb jeges barlangja, melyet valószínűleg 1847-ben fedeztek fel. A barlang 200 m-es épített úton bejárható.
Az 580 m tengerszint feletti magasságban kanyargó Király-hágó századokig Bihar és Kolozs vármegye, 1570-1699 között pedig Erdély és a Partium, illetve 1699-1867 között Erdély és Magyarország határa volt.

## Történelem

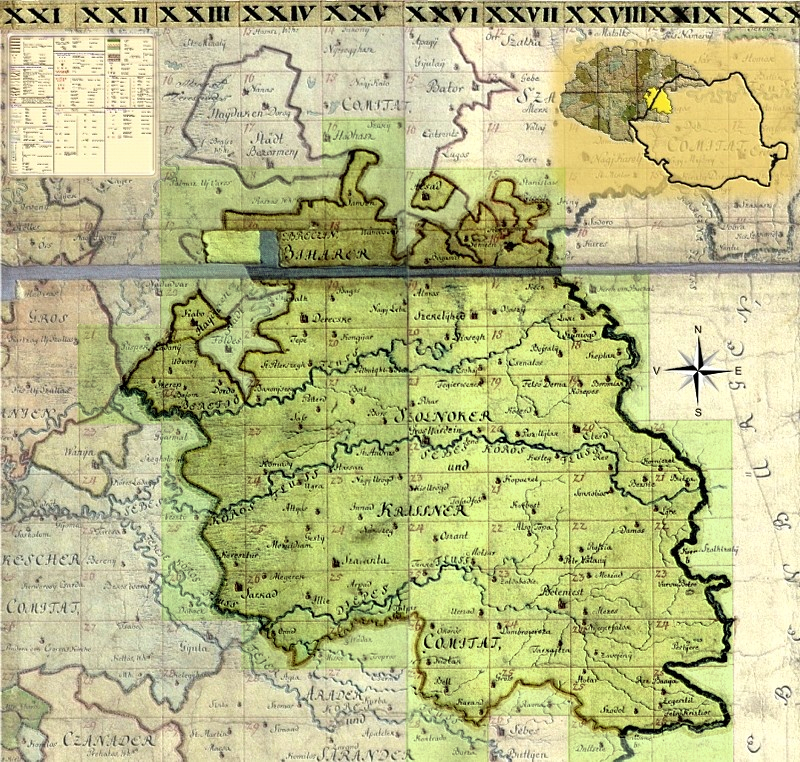
Bihar-Szolnok-Kraszna vármegye Magyarország első katonai felmérése térképének részletén, 1782-85

Anonymus szerint Árpád vezér idejében a Tisza, Maros, Szamos és Igfon erdeje közti terület a bihari vezér, Ménmarót birtoka volt. Árpád trónörököse, Zolta került később a Bihari Dukátus élére. Központja Biharvár volt, mely Nagyváradtól 14 km-re északra található. A Bihari Dukátust – valamint a Nyitra és Somogyi Dukátust – Könyves Kálmán szüntette meg 1110 körül.
Bihar vármegye a legelőször alapított vármegyék közé tartozott,  I. István alapította Bihar székhellyel, a tatárjárás utáni székhelye Várad, a középkorban a Sebes-Körös forrásvidéke, a Kalotaszeg is hozzátartozott. Az ország három részre szakadásának idején megszakításokkal a Partium része, 1660 és 1692 között Váraddal együtt a megye nagy része török hódoltság alá került. 1849 és 1860 között Debrecen, ill. Nagyvárad székhellyel Észak- és Dél-Biharra osztották, ezt Hajdú vármegye 1876-os alapítása módosította.

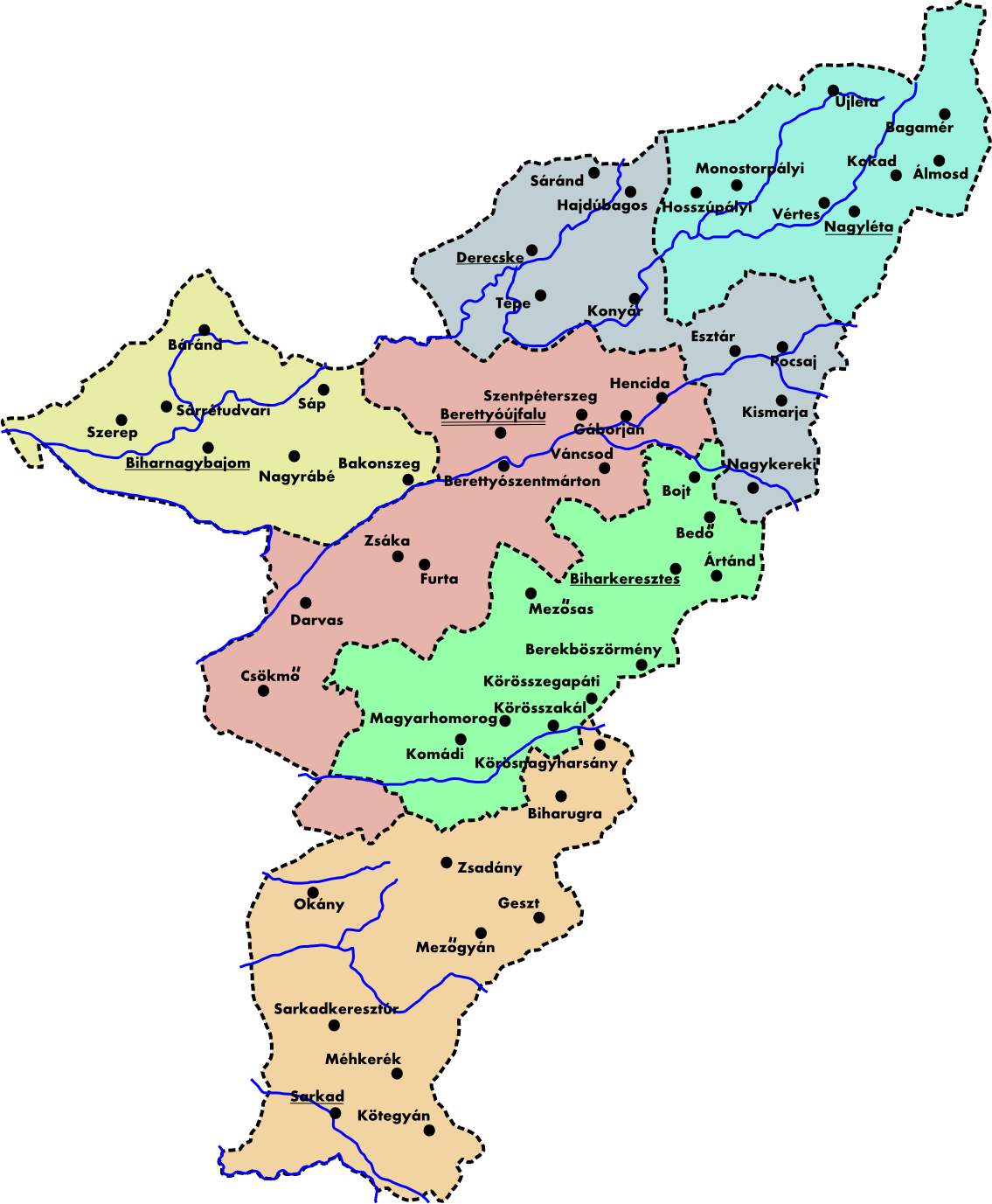
Csonka Bihar vármegye

1914-ben 10657 km², ebből 1920-ban  7874 km² Románia része lett, a magyarországi Bihar vármegye székhelye 1950-ig (1940-44-es időszak kivételével) Berettyóújfalu, Észak-Erdély visszacsatolásával ismét Nagyvárad.  A visszacsatolás utáni magyar vármegye területe 6511 km². A visszacsatolás idején a romániai Bihar megye székhelye Belényes.
A nyugati, Magyarországnak hagyott rész az 1950-es megyerendezés során egyesült a korábbi Hajdú vármegyével, így létrejött a mai Hajdú-Bihar megye.

## Lakosság
- A lakosság száma 1857-ben[2]  514 970 volt. Közülük 309 925 magyar (60,18%), 756 német (0,15%),1 254 szlovák (0,24%), 203 035 román (39,43%) anyanyelvű volt.
- A lakosság száma 1880-ban 446 777 volt. Közülük 233 135 magyar (52,18%), 4 305 német (0,96%), 4 554 szlovák (1,02%), 186 264 román (41,69%), 466 rutén (0,1%), 62 szerb és horvát (0,01%), 2095 (0,47%) egyéb  anyanyelvű volt.

A vármegye összlakossága 1891-ben 516 704 személy volt, ebből:
- 283 806 (54,93%) magyar
- 219 940 (42,57%) román
- 5957 (1,15%) szlovák
- 3374 (0,65%) német

A vármegye összlakossága 1910-ben 646 301 személy volt, ebből:
- 365 642 (56,57%) magyar
- 265 098 (41,02%) román
- 8457 (1,31%) szlovák
- 3599 (0,56%) német

## Közigazgatás
A vármegye 1913-ban tizenhét járásra volt felosztva:
- Béli járás
- Belényesi járás
- Berettyóújfalui járás
- Biharkeresztesi járás
- Cséffai járás
- Derecskei járás
- Élesdi járás
- Érmihályfalvai járás

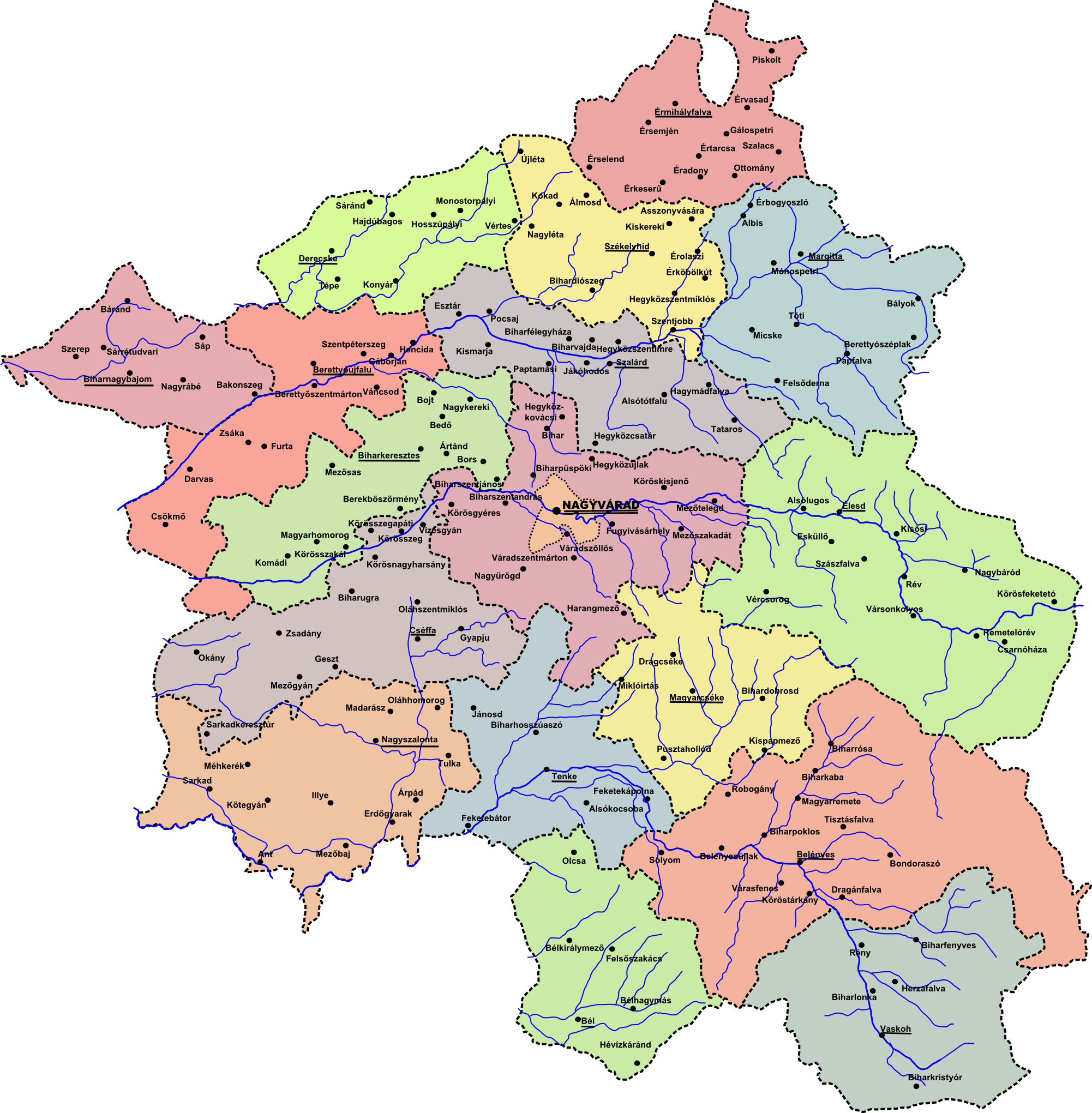
Bihar vármegye

- Központi járás (székhelye Nagyvárad)
- Magyarcsékei járás
- Margittai járás
- Nagyszalontai járás
- Sárréti járás (székhelye Biharnagybajom)
- Szalárdi járás
- Székelyhídi járás
- Tenkei járás
- Vaskohi járás

A vármegye területén feküdt ezenkívül, de nem volt része annak Nagyvárad törvényhatósági jogú város.

### Bihar vármegyefőispánjai
(Forrása: Pásti Judit: Bihar vármegye főispánjai. A Hajdú-Bihar Megyei Levéltár évkönyve 6. Debrecen, 1979. 163–167. o.)
| Név                                                                        | Időszak                           |
| -------------------------------------------------------------------------- | --------------------------------- |
| István comes                                                               | 1067 körül                        |
| Saul                                                                       | 1102-1113                         |
| István (országbíró is)                                                     | 1113                              |
| Bökény (országbíró is)                                                     | 1135-1136                         |
| Achus                                                                      | 1137-1138                         |
| Faus nádor                                                                 | 1138                              |
| István                                                                     | 1141                              |
| Ezsau                                                                      | 1183-1186                         |
| Both                                                                       | 1189-1193                         |
| Péter                                                                      | 1197                              |
| Miklós                                                                     | 1199                              |
| Mika (országbíró is)                                                       | 1198-1202                         |
| Benedek nádor                                                              | 1202-1203                         |
| Girko                                                                      | 1205-1206                         |
| Mog (nádor is)                                                             | 1206-1207                         |
| Miklós (másodszor)                                                         | 1207-1209                         |
| Marcellus                                                                  | 1208                              |
| Zsámbéki Smaragd                                                           | 1208                              |
| Mihály                                                                     | 1209                              |
| Fiad                                                                       | 1209                              |
| Bánk                                                                       | 1209-1212                         |
| Mika                                                                       | 1212-1216                         |
| Nimcha (erdélyi vajda is)                                                  | 1217                              |
| Mika                                                                       | 1218-1221                         |
| Illés                                                                      | 1222                              |
| Gyula                                                                      | 1222                              |
| Pózsa                                                                      | 1223                              |
| Micha                                                                      | 1223                              |
| Tivadar                                                                    | 1224                              |
| Miklós                                                                     | 1228-1229                         |
| Moys nádor                                                                 | 1229-1230                         |
| István (főpohárnokmester is)                                               | 1233-1235                         |
| Dénes                                                                      | 1236                              |
| Lőrincz                                                                    | 1236-1238                         |
| Domonkos (tárnokmester is)                                                 | 1240                              |
| Bacs                                                                       | 1241-1242                         |
| Dénes nádor                                                                | 1246                              |
| Mike (nádor és temesi ispán is)                                            | 1247                              |
| István nádor (temesi ispán is)                                             | 1247                              |
| Moys (somogyi ispán is)                                                    | 1264                              |
| Telegdi Demeter                                                            | 1272                              |
| Pál (szatmári és krasznai ispán is)                                        | 1290-1301                         |
| Beke                                                                       | 1302                              |
| Mosonyi Dénes                                                              | 1310                              |
| Debreczeni Dózsa (szabolcsi ispán is)                                      | 1317-1318                         |
| Futtaki Dénes                                                              | 1319-1321                         |
| Csuka                                                                      | 1327                              |
| Hannusfalvi Donk Demeter tárnokmester                                      | 1332-1333                         |
| Balázs                                                                     | 1338                              |
| Szécsényi Farkas Tamás                                                     | 1343                              |
| Báthori János                                                              | 1343                              |
| Kont Miklós                                                                | 1356-1367                         |
| Oppelni László                                                             | 1367-1372                         |
| Gergely                                                                    | 1375                              |
| Toldi György                                                               | 1380-1382                         |
| Telegdi Miklós                                                             | 1383                              |
| Podvinay Miklós                                                            | 1386                              |
| Csáky Miklós                                                               | 1396-1397                         |
| Csáky László (közép-szolnoki ispán is)                                     | 1426                              |
| Székely János                                                              | 1438                              |
| Csáky Ferenc                                                               | 1441-1461                         |
| Nitzki Benedek (közben)                                                    | 1458                              |
| Nagymihályi András                                                         | 1463                              |
| Vitéz János váradi püspök (örökös főispán)                                 | 1464                              |
| Beckenschläger János püspök (örökös főispán)                               | 1465-1467                         |
| Miklós püspök (örökös főispán)                                             | 1470                              |
| Egervári László, váradi várnagy                                            | 1474                              |
| Filipecz János püspök (örökös főispán)                                     | 1474-1488                         |
| Kinizsi Pál                                                                | 1489-1493                         |
| Somi Jósa                                                                  | 1494                              |
| Farkas Bálint püspök (örökös főispán)                                      | 1495                              |
| Kálmáncshi György püspök (örökös főispán)                                  | 1495-1501                         |
| Szathmári György püspök (örökös főispán)                                   | 1502                              |
| Thurzó Zsigmond püspök (örökös főispán)                                    | 1506                              |
| Pöstyényi Gergely helytartó                                                | 1513                              |
| Perényi Ferenc püspök (örökös főispán)                                     | 1514-1526                         |
| Czibak Imre püspök                                                         | 1526-1550                         |
| Both Péter váradi kapitány                                                 | 1550                              |
| Fráter György püspök                                                       | 1550-1551                         |
| Varkocs Tamás I.                                                           | 1552-1553                         |
| Zaberdjei Mátyás püspök                                                    | 1553-1556                         |
| Ghymesi Forgách Ferenc                                                     | 1556                              |
| Kendi Antal                                                                | 1557                              |
| Varkocs Tamás II.                                                          | 1557                              |
| Somlyai Bátori István váradi kapitány                                      | 1562-1566                         |
| Hagymási Kristóf                                                           | 1566                              |
| Báthori Kristóf                                                            | 1571-1577                         |
| Ghiczy János                                                               | 1577-1580                         |
| Sibrik György                                                              | 1580                              |
| Ghiczy János                                                               | 1581                              |
| Bánffy Dénes                                                               | 1581                              |
| Veres Gáspár                                                               | 1581                              |
| Sibrik György                                                              | 1582-1585                         |
| Bánffy Dénes                                                               | 1585-1586                         |
| Pekry Gábor                                                                | 1587-1589                         |
| Báthory István                                                             | 1589                              |
| Bánffy Dénes                                                               | 1590-1592                         |
| Bocskai István                                                             | 1592-1598                         |
| Nyáry Pál bíró, váradi kapitány                                            | 1598                              |
| Bánffy Dénes                                                               | 1599                              |
| Nyáry Pál bíró, váradi kapitány                                            | 1599-1601                         |
| Bánffy Dénes                                                               | 1606                              |
| Rhédey Ferenc (máramarosi főispán is)                                      | 1607-1621                         |
| Bethlen István váradi kapitány                                             | 1621-1633                         |
| II. Rákóczi György váradi kapitány                                         | 1633                              |
| Ruszkai Korniss Zsigmond aranysarkantyús vitéz                             | 1636-1643                         |
| Teleki János                                                               | 1651                              |
| Gyulay Ferenc váradi kapitány                                              | 1653-1659                         |
| Ebeni István váradi kapitány                                               | 1659                              |
| Haller Gábor                                                               | 1659-1660                         |
| Rhédey Ferenc erdélyi fejedelem                                            | 1660                              |
| nincs főispán                                                              | 1660-1668                         |
| Benkovics Ágoston püspök (örökös főispán)                                  | 1688-1702                         |
| Csáky Imre gróf bíbornok                                                   | 1703-1732                         |
| Luzsénszki István báró püspök                                              | 1733. július - 1735               |
| Okolicsányi János püspök                                                   | 1735. június - 1738               |
| Csáky Miklós gróf püspök                                                   | 1738-1758                         |
| Forgách Pál püspök                                                         | 1758. március - 1760              |
| Patachich Ádám püspök                                                      | 1760. május - 1776                |
| Andrássy István gróf helytartó                                             | 1777. április                     |
| Brunswick Antal gróf                                                       | 1779. május - 1780                |
| Korniss Mihály gróf                                                        | 1781                              |
| Ürményi József                                                             | 1782. június - 1785               |
| Teleki Samu gróf helytartó és kerületi főnök                               | 1785. június - 1787               |
| Haller József gróf                                                         | 1787. március - 1790              |
| Brunswick József helytartó                                                 | 1790. december                    |
| Teleki Samu gróf II.                                                       | 1791. július - 1822               |
| Rhédey Lajos főispáni-adminisztrátor                                       | 1822-1824                         |
| Zichy Ferenc gróf helytartó                                                | 1825                              |
| Lónyay János helytartó                                                     | 1836                              |
| Tisza Lajos helytartó                                                      | 1836-1848                         |
| Beőthy Ödön                                                                | 1848                              |
| Uray Bálint cs. kir. biztos                                                | 1849                              |
| Jósa Péter cs. kir. biztos                                                 | 1849                              |
| Reviczky Menyhért (Észak-Bihar) és Ravazdy István (Dél-Bihar) megyefőnökök | 1860-ig                           |
| Várady Szabó János Észak-Bihar főnöke                                      | 1860                              |
| Gerzon N. (Dél-Bihar) és Hoffbauer Sándor (Dél-Bihar)                      | 1860                              |
| Haller Sándor gróf főispán                                                 | 1860                              |
| Petrák János cs. kir. biztos                                               | 1861-1862                         |
| Hajdú János helytartó                                                      | 1862-1865                         |
| Szlávy József főispán                                                      | 1865-1867                         |
| Tisza Lajos                                                                | 1867-1871                         |
| Dőry József báró                                                           | 1871-1892                         |
| Beőthy László                                                              | 1893-1905                         |
| Glacz Antal főispán                                                        | 1906. április - 1909. szeptember  |
| dr. Miskolczy Ferenc főispán                                               | 1910. március - 1917. június      |
| Malatinszky Lajos főispán                                                  | 1917. július - 1918. szeptember   |
| dr. Szilágyi Lajos főispán                                                 | 1918. szeptember - 1920. április  |
| dr. Kovács Nagy Sándor főispán                                             | 1920. szeptember - 1921. december |
| Balásházy István főispán                                                   | 1922. március - 1922. június      |
| dr. Miskolczy Lajos főispán                                                | 1922. november - 1923. március    |
| Almásy Sándor főispán                                                      | 1923. március - 1927. július      |
| báró Feilitzsch Bertold kamarás                                            | 1927. július - 1930. március      |
| báró Vay László főispán                                                    | 1930. március - 1933. szeptember  |
| dr. Szilágyi Lajos főispán                                                 | 1933. szeptember - 1937. november |
| Barcsay Ákos főispán                                                       | 1937. november - 1938. március    |
| dr. Vajai Károly főispán                                                   | 1938. március                     |
| Barcsay Ákos főispán                                                       | 1938. április                     |
| dr. Molnár Imre főispán                                                    | 1939-1940                         |
| dr. Ciffra Kálmán főispán                                                  | 1941-1944                         |
| Bartsch Sándor főispán                                                     | 1944. november                    |
| dr. Zöld Sándor főispán                                                    | 1944. november - 1944. december   |
| Erdélyi Károly főispán                                                     | 1945. január - 1945. október      |
| Kiss János főispán                                                         | 1945. október - 1946. december    |
| Bakó Sándor főispán                                                        | 1946. december - 1947. július     |
| Barcsa Gyula főispán                                                       | 1947. október - 1947. november    |
| Futó József főispán                                                        | 1947. november - 1948. november   |
| Demjén Miklós főispán                                                      | 1948. december - 1949. június     |
| dr. Hazai László főispán                                                   | 1949. augusztus - 1950. március   |